# Domingos Oliveira
Domingos Augusto Alves da Costa Oliveira (Lisbona, 31 luglio 1873 – Lisbona, 24 dicembre 1957) è stato un generale e politico portoghese, Primo ministro dal 21 gennaio 1930 al 5 luglio 1932.

## Onorificenze
| Controllo di autorità | VIAF (EN) 99980631 · ISNI (EN) 0000 0000 6962 4760 |